# 925年
| 千纪： | 1千纪 |
| 世纪： | 9世纪 \| 10世纪 \| 11世纪 |
| 年代： | 890年代 \| 900年代 \| 910年代 \| 920年代 \| 930年代 \| 940年代 \| 950年代 |
| 年份： | 920年 \| 921年 \| 922年 \| 923年 \| 924年 \| 925年 \| 926年 \| 927年 \| 928年 \| 929年 \| 930年 |
| 纪年： | 乙酉年（鸡年）；南吴顺义五年；前蜀咸康元年；吴越宝大二年；于阗同慶十四年；契丹天赞四年；南汉九年，白龙元年；后唐（闽、荆南）同光三年；大長和初曆元年；日本延長三年；后百济正开二十五年；高丽天授八年 |

## 大事记
- 中國
  - 後唐派郭崇韜攻入成都，滅前蜀。
  - 耶律阿保机亲征渤海国。
  - 閩太祖王審知去世，長子王延翰繼位。
- 歐洲
  - 伊比利半島東北方的亞拉岡地區併入納瓦拉王國。

## 出生
- 約翰一世（925年－976年，51岁），拜占庭帝國皇帝。

## 逝世
- 王审知，五代十国时期政权闽国最高领袖。
- 钱传璛
- 高万兴